# Donald Tardy
Donald Tardy (ur. 28 stycznia 1970) – amerykański muzyk i multiinstrumentalista. Tardy znany jest przede wszystkim z wieloletnich występów w grupie muzycznej Obituary, w której gra na perkusji. W formacji występuje również brat muzyka John, który jest wokalistą. W 2009 roku wraz z bratem nagrał album Bloodline sygnowany jako Tardy Brothers.

## Dyskografia
Obituary
- 1989 Slowly We Rot
- 1990 Cause of Death
- 1992 The End Complete
- 1994 World Demise
- 1997 Back from the Dead
- 2005 Frozen in Time
- 2007 Xecutioner’s Return
- 2014 Inked in Blood

Tardy Brothers
- 2009 Bloodline